# Yazoo City
Yazoo City es una ciudad situada en el estado de Misisipi, en los Estados Unidos. Es sede del condado de Yazoo. En el año 2000 tenía una población de 14.550 habitantes en una superficie de 28.3 km², con una densidad poblacional de 520.9 personas por km². 

## Geografía
Yazoo City se encuentra ubicada en las coordenadas 32°51′23″N 90°24′27″O / 32.85639, -90.40750. Según la Oficina del Censo, la ciudad tiene un área total de 28,3 km² (10,9 mi²), de la cual 28 km² (10,8 mi²) es tierra y 0,3 km² (0,1 mi²) es agua.

### Localidades adyacentes
El siguiente diagrama muestra a las localidades en un radio de 28 kilómetros (17,4 mi) de Yazoo City.

## Demografía
Para el censo de 2000, había 14.550 personas, 4.271 hogares y 2.968 familias en la ciudad. La densidad de población era 520.9 hab/km².
En el 2000 la renta per cápita promedia del hogar era de $ 19.893 y el ingreso promedio para una familia era de $22.470. El ingreso per cápita para la localidad era de $9.251. En 2000 los hombres tenían un ingreso per cápita de $26.109 contra $18.650 para las mujeres. Alrededor del 40.2% de la población estaba bajo el umbral de pobreza nacional. 